# William Lashner
William Lashner (Philadelphia, 1956) is een Amerikaans romanschrijver van voornamelijk juridische thrillers die eerder werkzaam was als advocaat. 
Lashner is afgestuurd aan de New York University School of Law  en volgde de Iowa Writers' Workshop aan de University of Iowa. Hij was werkzaam als advocaat bij het United States Department of Justice (het Amerikaanse Ministerie van Justitie). 
Lashner is een van de oprichters van The Liars Club, een netwerkgroep van professionele publicisten en andere aspecten van entertainment, die bestaat uit Gregory Frost, Leslie Esdaile Banks, Jon McGoran, Duane Swierczynski, Ed Pettit, Laura Schrock, Jonathan Maberry en Kelly Simmons.
Lashner woont met zijn gezin even buiten Philadelphia (Pennsylvania).